# Alexei Tichonowitsch Tumanow
Alexei Tichonowitsch Tumanow (russisch Алексей Тихонович Туманов; * 1. Februarjul. / 14. Februar 1909greg. im Dorf Bolschoje, Ujesd Wologda; † 12. Dezember 1976 in Moskau) war ein sowjetischer Werkstoffwissenschaftler.

## Leben
Tumanow stammte aus einer kinderreichen Bauernfamilie. Er besuchte die Dorfschule bis 1921 und absolvierte das Pädagogische Technikum Tscherepowez (1921–1922).
Tumanow studierte 1926–1929 am Leningrader Landwirtschaftsinstitut und 1929–1934 am Moskauer Kagan-Schabschai-Institut für Elektromaschinenbau in der Fakultät für Projektierung und Montage, das das Studium mit Industrietätigkeit verband und 1933 dem Moskauer Elektrotechnik-Institut angeschlossen wurde. 1932–1934 hatte er als Ingenieur-Konstrukteur im Zentralen Aerohydrodynamischen Institut (ZAGI) gearbeitet und Teile des Stromversorgungssystems der Flugzeug-Tragflächen projektiert.
1934 wurde Tumanow Vizechef der ZAGI-Konstrukteursgruppe für die elektrische Ausrüstung von Flugzeugen. 1936 wechselte er in ein Experimentelles Konstruktionsbüro (OKB, Werk Nr. 156 des Volkskommissariats für Luftfahrtindustrie der UdSSR), in dem er 1937 Direktor wurde.
Als während des Großen Terrors der Direktor des Moskauer Allrussischen Instituts für Luftfahrtmaterialien (WIAM) des Volkskommissariats für Luftfahrtindustrie Iwan Iwanowitsch Sidorin 1938 verhaftet wurde, trat Tumanow dessen Nachfolge als Direktor des WIAM an. Er erstellte zusammen mit Sergei Timofejewitsch Kischkin das Kapitel über Luftfahrt-Werkstoffe für das Handbuch für Konstrukteure, das 1941 erschien. Neben den metallischen Werkstoffen wurden nur Holz und Bakelit in der Luftfahrtindustrie der UdSSR verwendet. Als nach dem Ende des Deutsch-Sowjetischen Kriegs die deutsche Flugzeug- und Raketentechnik ausgewertet wurde, waren die sowjetischen Experten überrascht von der Existenz der deutschen Werkstoffe auf Polymerbasis für die Luftfahrtindustrie, die in der UdSSR nicht vorhanden waren. Dazu gehörten insbesondere hochfeste organische Gläser für Düsenflugzeuge, glasfaserverstärkte Kunststoffe, Schaumstoffe und Schaumgummis, Polyurethan-Klebstoffe u. a. Im WIAM hatten in der Vorkriegszeit I. I. Sidorin, S. T. Kischkin, N. M. Skljarow und Georgi Wladimirowitsch Akimow allein die metallischen Werkstoffe in den Vordergrund gestellt. 1945 wurden nun die Laboratorien Nr. 31 für Kunststoff-Konstruktion und Nr. 32 für Kunststoffe eingerichtet und die Chemiker Michail Wiktorowitsch Sobolewski, Kusma Andrianowitsch Andrianow und Alfred Anissimowitsch Berlin angestellt, die neue glasfaserverstärkte Kunststoffe, thermoplastische Holzkunststoffe, Schaumstoffe und Klebstoffe entwickelten. Um die neuen Werkstoffe prüfen zu können, ließ Tumanow 1950 das Laboratorieum Nr. 11 für die Prüfung nichtmetallischer Werkstoffe einrichten, das von B. I. Panschin geleitet wurde. Tumanow initiierte die Entwicklung und Produktion von Polymer-Verbundwerkstoffen in Obninsk und gründete WIAM-Filialen in Moskau, Samara, Obninsk, Woskressensk und Batumi.
Während des Kampfes gegen den Kosmopolitismus wurde Tumanow 1951 auf Beschluss des Spezialkomitees des Zentralkomitees der KPdSU zusammen mit 17 weiteren jüdischen WIAM-Mitarbeitern aus dem WIAM entlassen. Darauf arbeitete er zunächst als Chef einer Filiale des Zentralinstituts für Flugmotoren, um 1952 Chef des Forschungsinstituts Nr. 1 des Ministeriums für Luftfahrtindustrie zu werden (jetzt Keldysch-Forschungszentrum).
1955 kehrte Tumanow wieder als Direktor ans WIAM zurück. Unter seiner Führung begannen die Entwicklungen neuer Konstruktionswerkstoffe. Dazu gehörten insbesondere Titan-Legierungen. Ein Schwerpunkt blieben neue nichtmetallische Werkstoffe. Entwickelt wurden hitzebeständige Gläser für Düsenflugzeuge, Materialien für die Innenverkleidung von Verkehrsflugzeugen und auch die Lackierung der Mikojan-Gurewitsch MiG-25. Tumanow organisierte die Arbeiten für die Entwicklung von Werkstoffen für Kernkraftwerke, insbesondere für Brennstäbe und für die Kernreaktoren des Atomeisbrechers Lenin. Unter seiner Führung wurden die Legierungen und Polymer-Materialien für die meisten inländischen Raketen und für die Raumfahrttechnik entwickelt. Er war Autor bzw. Mitautor von 43 Erfindungen und 4 Patenten.
1957 wurde Tumanow ohne Verteidigung einer Dissertation zum Kandidaten der technischen Wissenschaften und ebenso 1961 zum Doktor der technischen Wissenschaften promoviert. 1969 folgte die Ernennung zum Professor. 1970 wurde er zum Korrespondierenden Mitglied der Akademie der Wissenschaften der UdSSR (AN-SSSR) gewählt. Tumanow war Mitglied des Präsidiums des Wissenschaftlich-Technischen Rats des Ministeriums für Luftfahrtindustrie und wurde 1972 Vizevorsitzender des Wissenschaftlichen Rats für Konstruktionswerkstoffe der AN-SSSR. Er redigierte Artikel für die Große Sowjetische Enzyklopädie.
Tumanow sorgte immer für ein gutes Arbeitsklima und verteidigte kompromisslos seine Standpunkte gegenüber Parteifunktionären. Er starb an einem Herzinfarkt, der auf eine Auseinandersetzung mit dem Leiter der Abteilung für Militärindustrie des Zentralkomitees der KPdSU zurückgeführt wurde.

## Ehrungen, Preise (Auswahl)
- Orden des Roten Sterns (1941)
- Medaille „Für die Verteidigung Moskaus“
- Medaille „Sieg über Deutschland“
- Medaille „Für heldenmütige Arbeit im Großen Vaterländischen Krieg 1941–1945“
- Leninorden (1945, 1957, 1966)
- Stalinpreis II. Klasse für die Entwicklung und Produktionseinführung einer neuen hitzebeständigen Legierung für Flugzeugmotorenventile als Ersatz für knappe Buntmetalle (1946)
- Orden des Roten Banners der Arbeit (1949)
- Ehrenzeichen der Sowjetunion (1960)
- Staatspreis der UdSSR (1967)
- Orden der Oktoberrevolution (1971)
- Orden der Völkerfreundschaft (1975)
- Verdienter Wissenschaftler und Techniker der RSFSR